# Статуя Дэвида Боуи

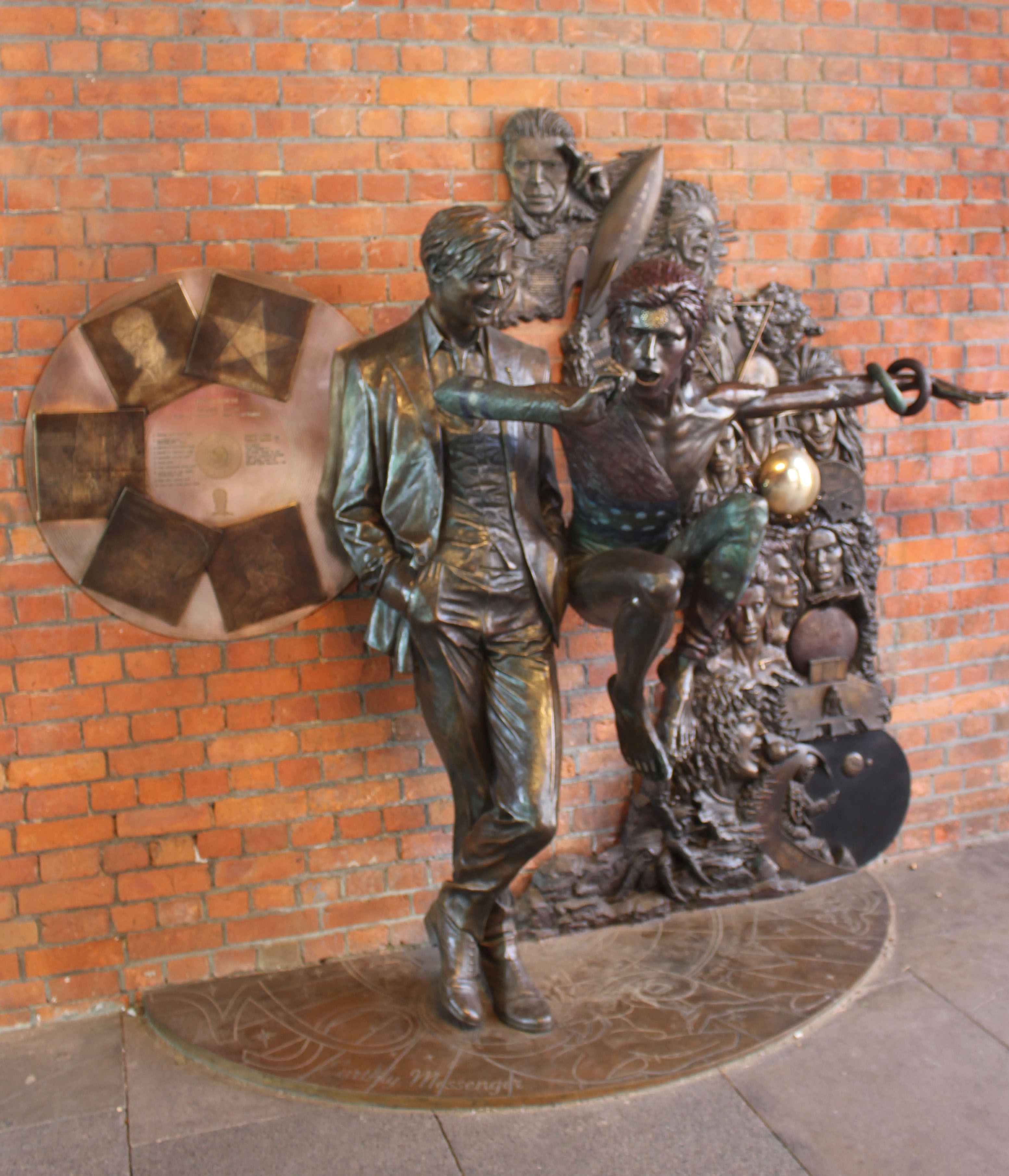
Статуя «многоликого» Дэвида Боуи в городе Эйлсбери, где состоялся концертный дебют его персонажа Зигги Стардаста в 1972 году

Статуя Дэвида Боуи — бронзовая скульптура, созданная Эндрю Синклером и отлитая из бронзы Полом О’Бойлом. Статуя располагается на Рыночной площади в Эйлсбери, графство Бакингемшир — в городе, где Дэвид Боуи впервые выступил в образе Зигги Стардаста. Торжественное мероприятие открытия, возглавляемое Ховардом Джонсом, проходило в 2018 году. Статуя, изображающая Боуи (образца 2002 года), а также его многочисленные альтер эго (с Зигги на переднем плане), придуманные музыкантом за долгие годы его карьеры, получила название «Земной посланник». Над скульптурой расположены динамики, из которых каждый час звучат различные песни артиста.
Деньги на создание скульптур, в размере 100 000 фунтов стерлингов, были собраны за счёт грантов и через онлайн-платформу краудфандинга Pledge Music. Работа проходила под руководством музыкального промоутера Дэвида Стоппса, который сообщил, что «это общедоступное произведение искусства, и мы будем ежедневно следить за ним. Там есть веб-камера, работающая круглосуточно и без выходных…».
В скульптуре отражена многоликость Боуи, который был не только хорошим певцом, но и актёром, и исключительно хорошим танцором, что нашло отражение в центральной части, на которой Боуи показан в движении.
Статуя получила неоднозначные отзывы. Так, обозреватель онлайн-журнала Artlyst назвал её «отвратительной», плохо прорисованной и попросту не подходящей человеку уровня Боуи, который был известен своей любовью к изобразительному искусству. Ведущий британский информационный сайт об искусстве также отметил, что Боуи был ценителем и настоящим коллекционером произведений искусства и назвал статую примером «крайней безвкусицы» и «отталкивающего китча». Генеральный директор Sony Music Роб Стрингер назвал скульптуру «красивой».
Менее чем через 48 часов после открытия статуя подверглась вандализму. Перед ней было написано «Сначала накормите бездомных», на рядом расположенной стене — «RIP DB», а сама статуя была разрисована. В октябре 2018 года она подверглась вандализму во второй раз: на статую, некоторые тротуары, двери и рекламные щиты были нанесены граффити.